# البقعة السوداء (جزيرة الكنز)

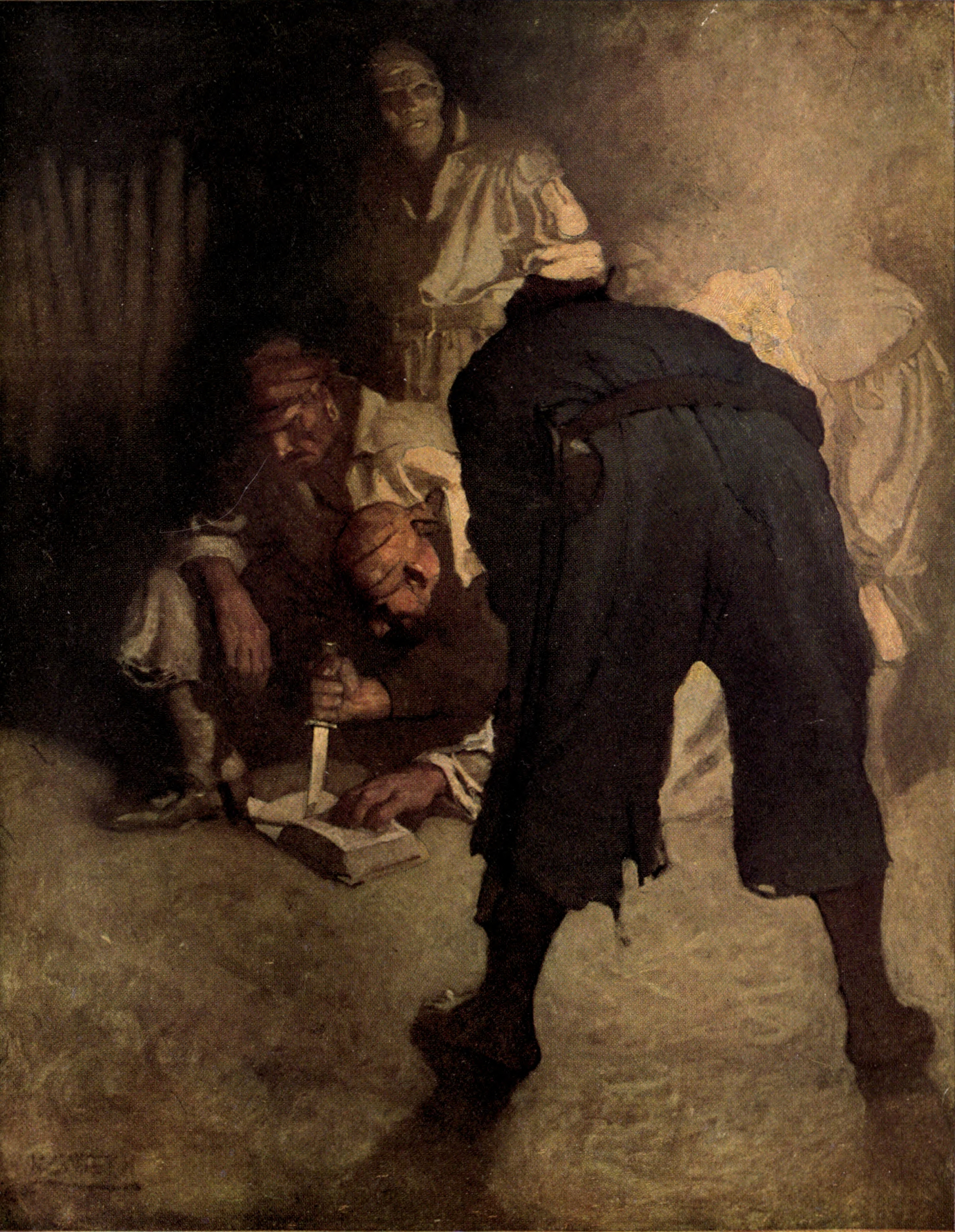
القراصنة يعدون البقعة السوداء، نويل كونفرز وايث، 1911

البقعة السوداء أو العلامة السوداء أو اللطخة السوداء وهي وسيلة أدبية اخترعها روبرت لويس ستيفنسون لروايته جزيرة الكنز. وفي الرواية، يعرض القراصنة مع «بقعة سوداء» للإعلان بشكل رسمي بالذنب أو المحاكمة. وهي عبارة عن قطعة دائرية من الورق أو بطاقة، أحد جانبيها أسود بينما الجانب الآخر يحمل رسالة وتوضع في يد المتهم. وهي مصدر للخوف لأنها تعني أن القراصنة سيخلعونه من الزعامة، وبالقوة إذا لزم الأمر - أو القتل المباشر. في رواية جزيرة الكنز، يصبح بيلي بونز خائف جدا منها ولكنه يبقى عازما على خداع أعدائه. ومع ذلك، يعاني من سكتة دماغية ناجمة عن الإفراط في المشروبات الكحولية مما نتج عن وفاته. في وقت لاحق جون سيلفر يتلقى هذه البقعة، ولكن تلقاها وهو هادئ بما فيه الكفاية لأنه لاحظ أن الورقة التي تحمل البقعة كانت ممزقة من الكتاب المقدس، وحذر زملاءه من أن سوء الحظ هذا سينقلب عليهم.